# 薬師寺晃
薬師寺 晃（やくしじ こうき、1998年11月16日 - ）は、元ラグビーユニオン選手。

## プロフィール
- 大分県出身。
- ポジションはウィング(WTB)。
- 身長 175cm、体重 84kg
- 中学時代、１つ上の兄と共に陸上競技で全国大会出場した経験有り。※両親共に陸上競技選手だった。
- 7人制日本代表に選ばれたことがある[2]。

## 略歴
小学6年生からラグビーを始めた。
2017年、大分舞鶴高校卒業後、帝京大学に入る。なお大分舞鶴高校時代、高校日本代表候補に選ばれたことがある。
2021年、帝京大学卒業後、キヤノンイーグルス(現・横浜キヤノンイーグルス)に加入。
2024年5月、横浜キヤノンイーグルスを退団、現役引退した。